# Базехор
Базехор (Базихур, перс. بازه حور‎) — деревня на северо-востоке Ирана, находится в 75 км к юго-востоку от города Мешхеда, административного центра остана Хорасан-Резави. Административно относится к дехестану Пивежен в бахше Ахмадабад в шахрестане Мешхед в остане Хорасан-Резави.

## Этимология
Топоним Базехор образован сочетанием двух слов. Слово-суффикс «хор» с большой вероятностью означает солнце (خور), является показателем значимости солнца в древнем Иране и в жизни древнего иранского народа, часто встречается в названиях сёл Хорасана. Здесь ﺡ и ﺥ взаимозаменяемы. Существует гипотеза, что слово «базех» بازه происходит от «баз» باز — «открытый». Конец слова, состоящий из буквы ه, является суффиксом, используемым для образования существительного из прилагательного.

## История

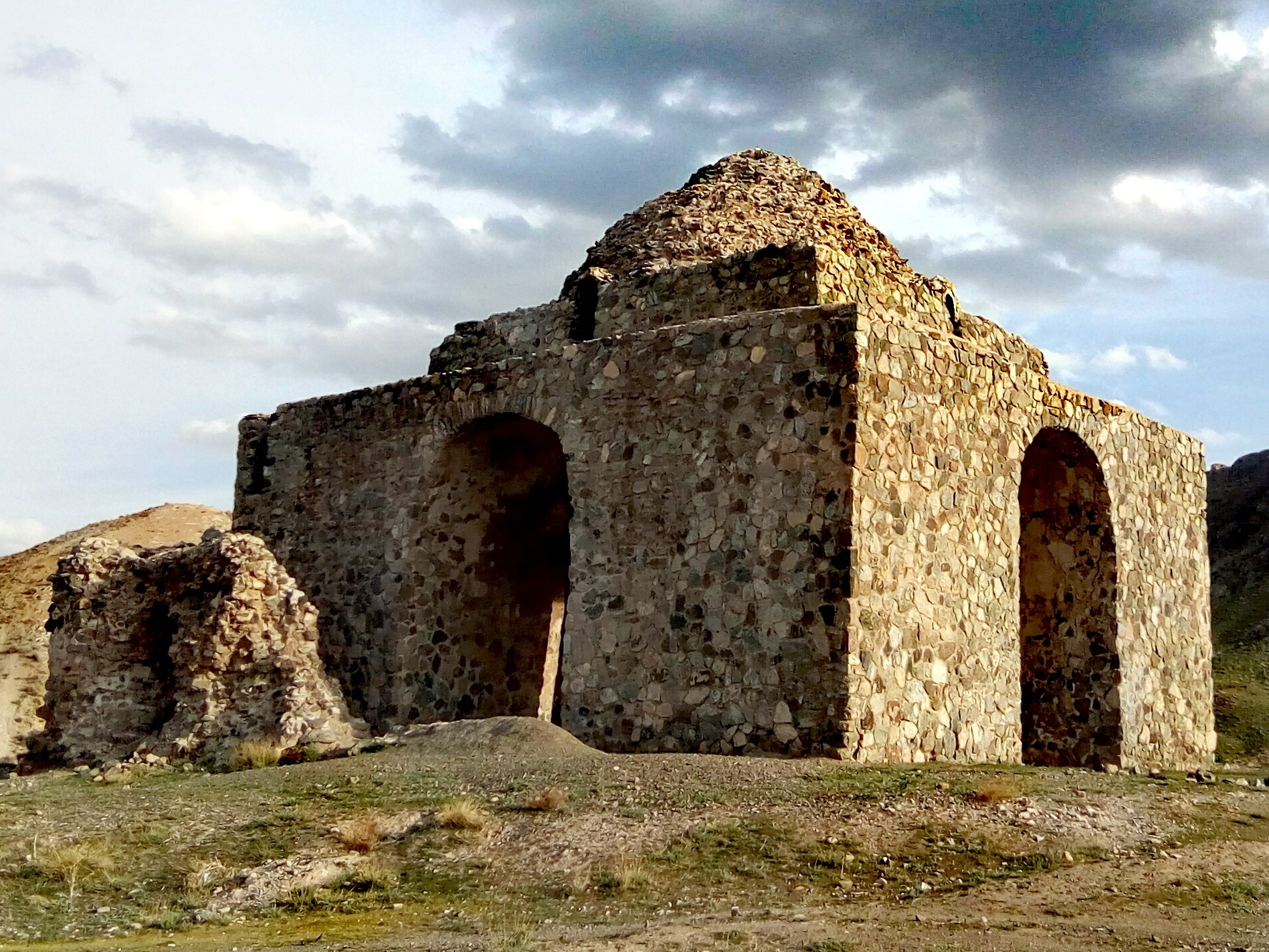
Чахартак

В долине в 3 км к юго-востоку от деревни Базехор и в 1,5 км к югу от деревни Ребате-Сефид (Рабате-Сефид, Робат-э-Сефид), на высоте 1800 м над уровнем моря, у дороги Мешхед — Торбете-Хейдерие и далее на Керман и Систан, у входа в ущелье находится археологический памятник Базехор, занимающий площадь около 20 га. На северном холме находится чахартак, на южных холмах — руины архитектурного комплекса храма огня парфянской и сасанидской эпохи. Также памятник включает два кладбища и поселение площадью 10 га, которое простирается между северным и южными холмами.
Чахартак построен из камней неправильной формы, залитых гипсовым раствором. В 1974 году он был отреставрирован, однако сохранились аутентичные архитектурные элементы. С каждой из четырёх сторон — айван высотой 6,5 м. Они открываются в куполообразный зал размером примерно 7 × 7 м. Купол опирается на балки, расположенные по диагонали по углам квадратного помещения. Таким образом, для перехода между квадратным основанием и круглым куполом не использовались скосы. Поэтому некоторые учёные датировали его парфянской эпохой. Однако Эрнст Герцфельд и Курт Эрдманн считали это архитектурным вырождением и относили чахартак к сасанидской эпохе.
Чахартак выглядел прежде иначе. Согласно раскопкам археолога Мейсама Лаббафа-Ханики восточная и западная арки (طاق) чахартака были перегорожены стенами, простирающимися с юга на север. Основным входом был южный айван, параллельный южной арке. Между ними была чрезвычайно узкая и длинная комната, простирающаяся с востока на запад. На северной стороне чахартака была аналогичная комната, вход в которую осуществлялся через два узких дверных проёма в северной стене. Раскопки у северо-восточной части чахартака привели к открытию остатков гипостильного здания, примыкавшего к восточной стороне чахартака. Предположительно гипостильное здание имело не менее 16 колонн в два ряда. На основе поверхностной керамики чахартак датирован ранним сасанидским периодом. Окончательно заброшен после длительного периода использования в поздний саманидский период, то есть в IX—X веках.
Руины архитектурного комплекса на южных высоких холмах этого памятника известны под различными названиями: Кале-и-Духтар, Кале-и-Писар и другими. Они состоят из четырёх частей: 1) комплекса на северо-западном холме, некогда возведённого на искусственной террасе из камня и гипса, 2) поселения на северо-западном склоне холма, обнесённого стеной с полукруглыми бастионами, 3) стена из сырцового кирпича вдоль гребня холма, примыкающая к нескольким башням и стенам, и 4) открытое место на самой южной части холма, просматриваемое двумя боковыми башнями. Археологические раскопки в Кале-и-Духтар в 2018 и 2019 годах обнаружили остатки храма огня, который состоял из чахартака (внутреннее пространство 7 × 7 м), прямоугольного вестибюля и обходного пространства, построенного из тонкого обожженного кирпича и вымощенного толстым слоем гипса. Внутри куполообразного зала на полу было обнаружено несколько ритуальных сооружений. Был обнаружен двор/зал на юго-восточной стороне храма огня, который содержит сооружение, похожее на чашу, окружённое рядом колонн. Колонны были богато украшены лепниной. В результате раскопок также были обнаружены многочисленные фрагменты лепнины и настенной росписи, украшавшие когда-то стены и колонны храма огня. Предварительные результаты позволяют предположить, что храм огня был построен в позднепарфянский период и после трех этапов чередования в сасанидский период был заброшен в раннеисламский период (IX-X века). Колонны были богато украшены стукко. В результате раскопок также были обнаружены многочисленные фрагменты стукко и настенной росписи, украшавшие когда-то стены и колонны храма огня. Халиер датирует стукко парфянской эпохой. Предварительные результаты позволяют предположить, что храм огня был построен в позднепарфянский период, существовал в сасанидский период и был окончательно заброшен в раннеисламский период (IX—X вв.).

## Археологические исследования
Первым путешественником, записавшим своё посещение руин, был Генри Уолтер Беллью (1834—1892) — британский военный врач, служивший в Афганистане, побывавший в составе дипломатической миссии Т. Д. Форсайта к Якуб-беку в Кашгаре (1873—1874). Во время своего путешествия в 1872 году Беллью описывает руины укрепления Кале-и-Духтар, каменного чахартака в северной части памятника и упоминает два или три дома с куполами, расположенные у подножья холма к северу от чахартака («аташкаде», آتشکده — «храм огня»), в сочинении «От Инда до Тигра» (1874).
В 1903 году в правление Мозафереддин-шаха историк Афзаль-ал-Молк Кермани (1862—1929) посетил Базехор.
В 1923 году австрийский историк иранского и исламского искусства Эрнст Диц (1878—1961) опубликовал первые фотографии и описание чахартака. Из-за рудиментарных методов строительства купола он датировал его сооружение правлением Ормизда I в ранний сасанидский период.
Немец Эрнст Герцфельд был первым археологом, посетившим Базехор 25 марта 1925 года и оставившим подробное описание руин чахартака. Он описал каменную кладку, конструкции и архитектурные компоненты чахартака, сосредоточив внимание на методах строительства купола. В своих путевых заметках Герцфельд записал чахартак как Кале-и-Духтар, а укрепления к югу от чахартака — как Кале-и-Писар. Герцфельд и Курт Эрдманн интерпретировали чахартак и сооружения на южном холме как храмы огня.
В 1931 году чахартак внесён в список памятников национального наследия Ирана. Французский археолог Андре Годар, директор Археологической службы Ирана подготовил файл для регистрации, который содержит некоторые цитаты из Герцфельда, а также два эскиза, показывающих план и буферную зону чахартака в Базехоре. Годар в отчёте, опубликованном в 1938 году датирует чахартак не позднее III века. Он подробно описал конструкцию купола.
Американский учёный Дональд Вилбер посетил Базехор в 1936 году и опубликовал свои наблюдения в 1946 году. Как и Годар, Уилбер упомянул крытую галерею вокруг чахартака. Он считал, что западная арка чахартака была главным входом, а северная и южная когда-то вели в боковые помещения. Узкий коридор, упомянутый в отчете Герцфельда, был отмечен и Уилбером. Герцфельд также указал на четыре кучи щебня, расположенные в нескольких метрах друг от друга в ряд на небольшом расстоянии от восточной стороны  чахартака, которые он интерпретировал как руины четырёх огромных колонн. Описав Кале-и-Духтар, он заявил, что последний, как и чахартак, функционировали как укрепления, построенные для защиты сасанидского Хорасана от южных набегов.
Ягуб Данешдуст составил для реставрации и реконструкции чахартака до 1965 года. Первоначальная структура чахартака была изменена во время реставрации. Согласно одностраничному отчету, некоторая реставрация была проведена до 1965 года.
Немецкий археолог Клаус Шипман, составивший первый перечень храмов огня в Иране, датирует чахартак ранним сасанидским периодом.
Немецкий археолог Ульрих Халиер (Ulrich Hallier) в обширной статье, опубликованной в 1975 году, представил более подробное описание руин чахартака в Базехоре и Кале-и-Духтар. Он также предоставил план, на котором, как и у Герцфельда, несколько колонн изображены на восточной стороне чахартака.
В статье о сасанидских и исламских чахартаках Вольфрам Кляйс также описал чахартак Базехор и нарисовал план, показывающий куполообразный зал и руины восточного зала. Он также определил две длинные комнаты как на северной, так и на южной сторонах чахартака и описал остатки колонн как полуцилиндрические колонны, частично встроенные в стены восточного зала.
Немецкий археолог Дитрих Хуфф написал статью для Encyclopædia Iranica.
Археолог Раджабали Лаббаф Ханики полагал, что чахартак был центральным ядром архитектурного комплекса. Мухаммед Карим Пирния интерпретировал чахартак как досасанидский храм. Али Ходжабри рассматривал его как одно из подобных сооружений в цепи сасанидских храмов огня и высказывал некоторые предположения о дате и функции этого сооружения.
Раскопки в 2014—2019 гг. проводил археолог Мейсам Лаббаф-Ханики (میثم لباف خانیکی), представляющий Иранский центр археологических исследований, в 2018 году — совместно с Лувром.